# Spretgräs
Spretgräs (Leptochloa) är ett släkte av gräs. Spretgräs ingår i familjen gräs.

## Bildgalleri

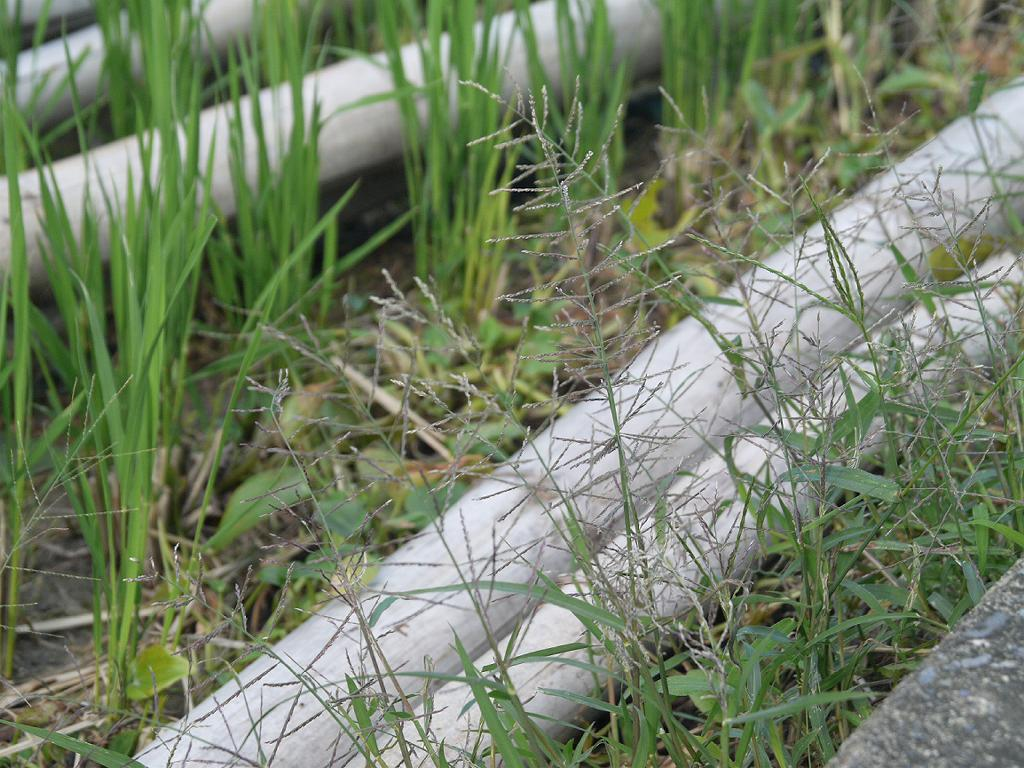
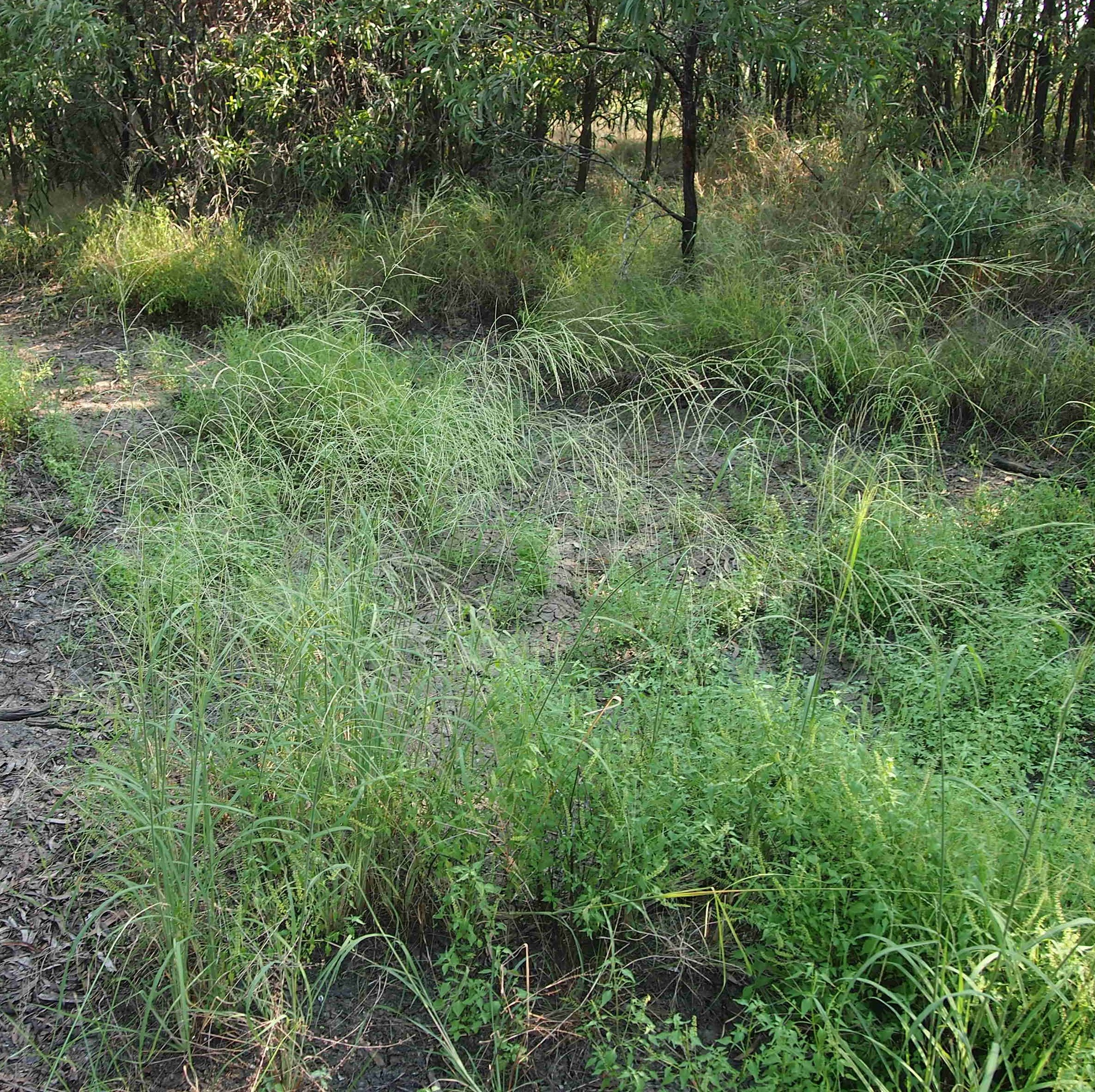
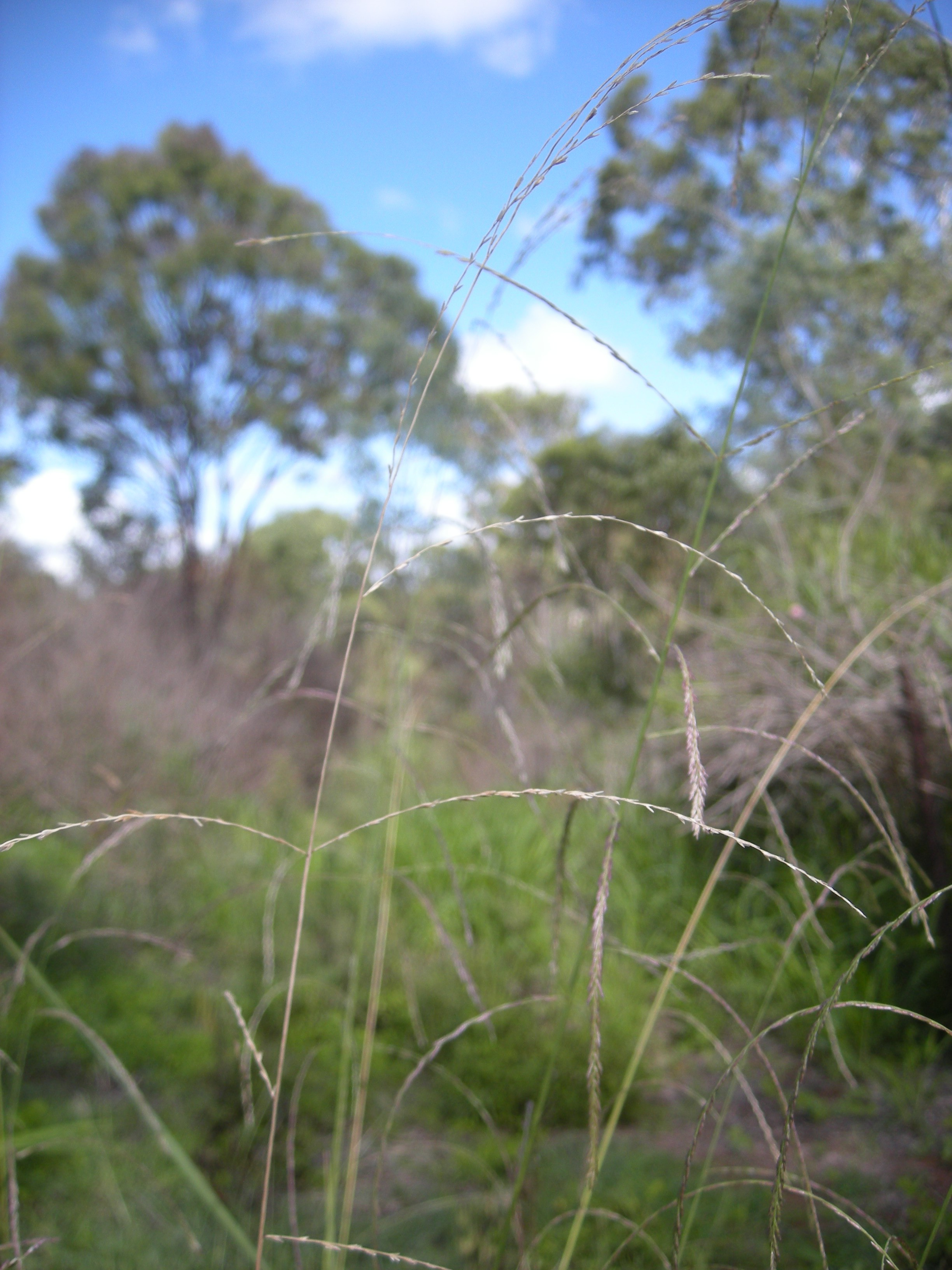
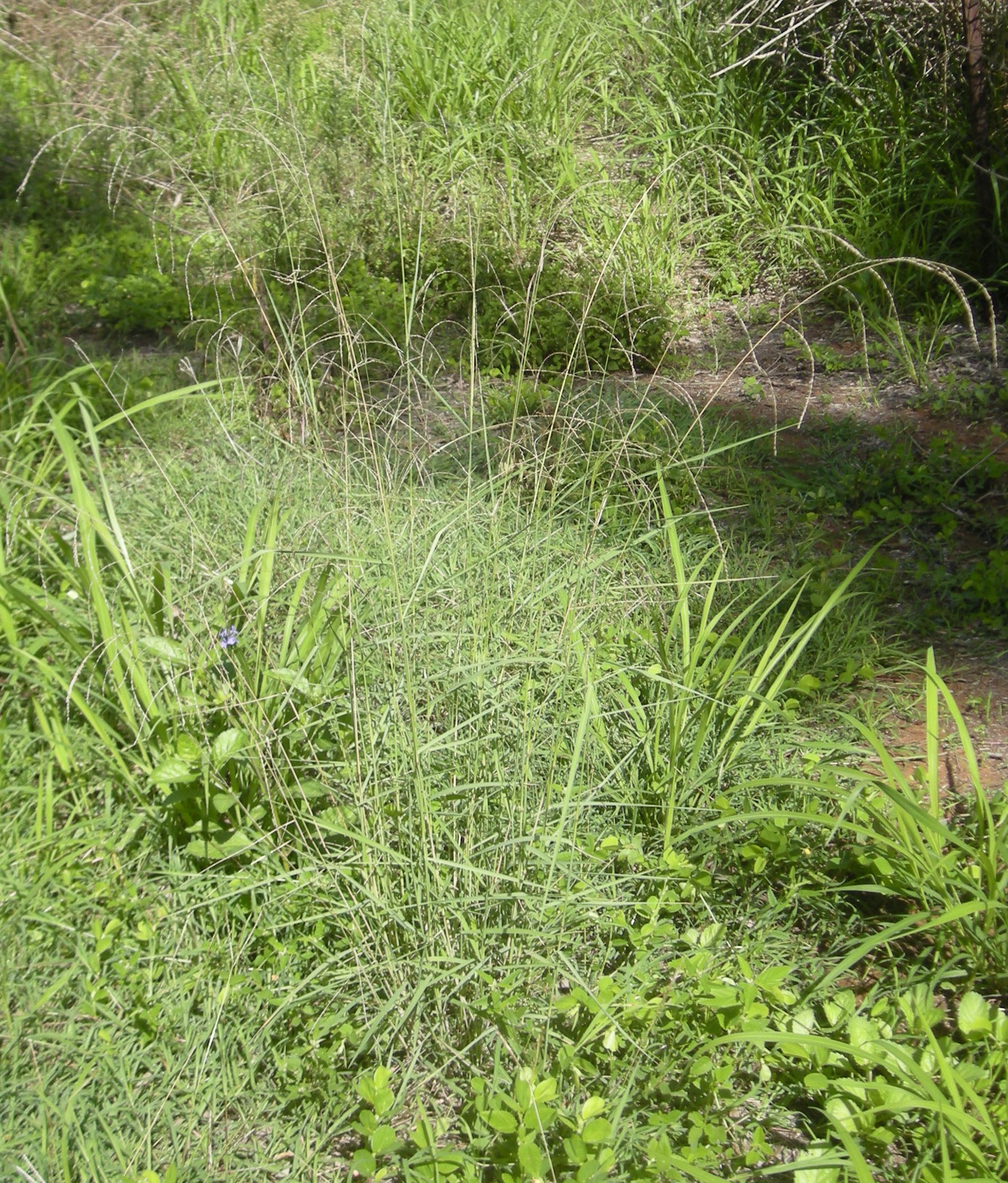
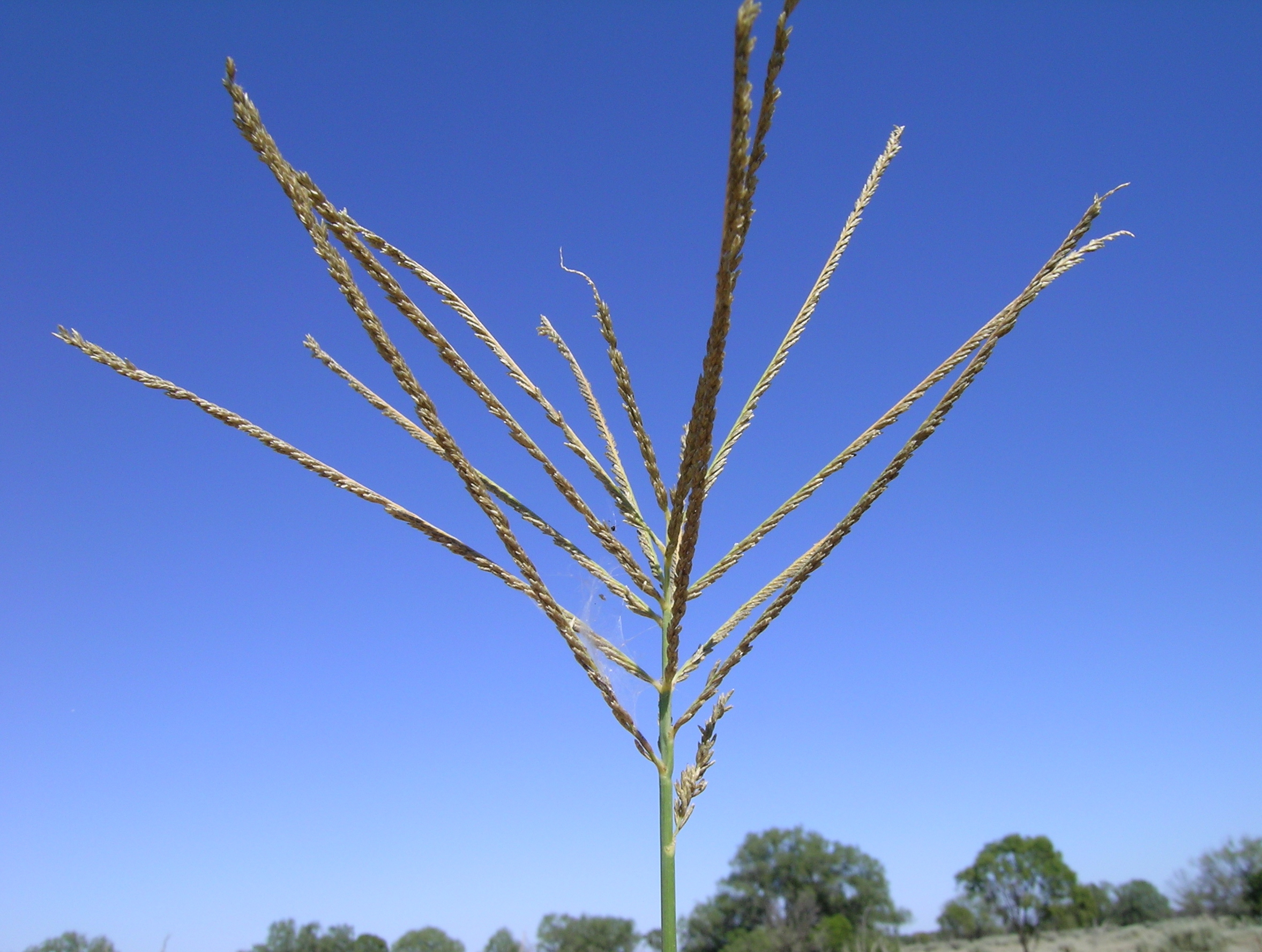
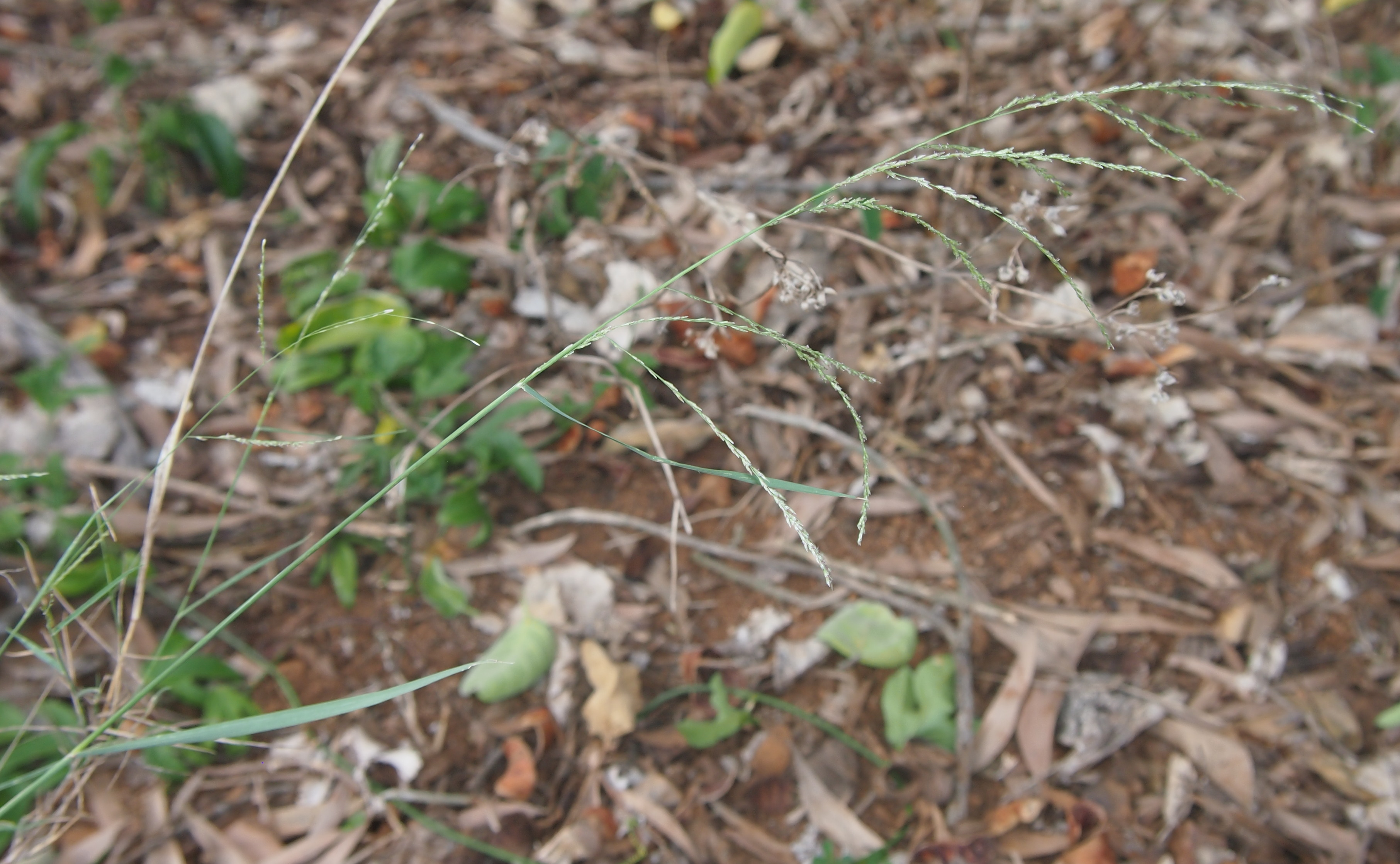

## Dottertaxa till Spretgräs, i alfabetisk ordning[1]
- Leptochloa aquatica
- Leptochloa asthenes
- Leptochloa barbata
- Leptochloa caerulescens
- Leptochloa caudata
- Leptochloa chinensis
- Leptochloa chloridiformis
- Leptochloa decipiens
- Leptochloa digitata
- Leptochloa divaricatissima
- Leptochloa dubia
- Leptochloa eleusine
- Leptochloa fusca
- Leptochloa gigantea
- Leptochloa ligulata
- Leptochloa longa
- Leptochloa malayana
- Leptochloa marquisensis
- Leptochloa monticola
- Leptochloa mucronata
- Leptochloa nealleyi
- Leptochloa neesii
- Leptochloa obtusiflora
- Leptochloa panicea
- Leptochloa panicoides
- Leptochloa rupestris
- Leptochloa scabra
- Leptochloa simoniana
- Leptochloa southwoodii
- Leptochloa squarrosa
- Leptochloa srilankensis
- Leptochloa tectoneticola
- Leptochloa uniflora
- Leptochloa virgata
- Leptochloa viscida
- Leptochloa xerophila